# Макри Ялос
Макри Ялос (на гръцки: Μακρύ Γιαλός) е село в югоизточната част на остров Крит, Гърция. В административно отношение по закона „Каликратис“ от 2011 г. попада в областна единица Ласити и дем Йерапетра.
Макри Ялос е крайбрежно село, разположено на брега на Либийско море, част от Средиземно, което отделя остров Крит от Северна Африка. В селото се отглеждат маслини, лозя, домати, краставици, патладжани, банани, има много оранжерии и продукцията е целогодишна. Населението според преброяването от 2001 г. в община Макри Ялос е 4015 жители.
Близо до селото се намира манастирът „Свети Йоан Предтеча Капсенски“, построен до живописното ждрело Периволакия. На запад от селото в непосредствена близост е разкрита вила от минойския период, разкопки на която са извършени през 1973 и 1977 г. и част от намерените артефакти днес са изложени в археологическия музей на Агиос Николаос.